# 阿部單棘躄魚
阿部單棘躄魚（学名：Chaunax abei），又名單棘躄魚，为輻鰭魚綱鮟鱇目單棘躄魚亞目單棘躄魚科單棘躄魚屬下的一个种，為熱帶底棲性魚類，分布於西太平洋日本南部海域，棲息深度90-500公尺，體長可達30公分，生活習性不明。

## 扩展阅读
- 維基物種上的相關：阿部單棘躄魚